# Distretto di Nchelenge
Il distretto di Nchelenge è un distretto dello Zambia, parte della Provincia di Luapula.
Il distretto comprende 13 ward:
- Chilongo
- Chisenga
- Kabuta
- Kasamba
- Kashikishi
- Katofyo
- Kilwa
- Mofwe
- Mulwe
- Munkombwe
- Mwatishi
- Nchelenge
- Shabo